# Крів-Кер (Іллінойс)
Крів-Кер (англ. Creve Coeur) — селище (англ. village) в США, в окрузі Тазвелл штату Іллінойс. Населення — 4934 особи (2020).

## Географія
Крів-Кер розташований за координатами 40°38′32″ пн. ш. 89°35′58″ зх. д. / 40.64222° пн. ш. 89.59944° зх. д. (40.642116, -89.599560).  За даними Бюро перепису населення США в 2010 році селище мало площу 12,10 км², з яких 11,15 км² — суходіл та 0,95 км² — водойми.

## Демографія
Згідно з переписом 2010 року, у селищі мешкала 5451 особа в 2248 домогосподарствах у складі 1457 родин. Густота населення становила 451 особа/км².  Було 2415 помешкань (200/км²).
Расовий склад населення:
| - 95,9 % — білих - 0,7 % — чорних або афроамериканців - 0,4 % — корінних американців - 0,2 % — азіатів |

До двох чи більше рас належало 2,2 %. Частка іспаномовних становила 2,7 % від усіх жителів.
За віковим діапазоном населення розподілялося таким чином: 22,9 % — особи молодші 18 років, 64,4 % — особи у віці 18—64 років, 12,7 % — особи у віці 65 років та старші. Медіана віку мешканця становила 38,0 року. На 100 осіб жіночої статі у селищі припадало 105,5 чоловіків;  на 100 жінок у віці від 18 років та старших — 101,2 чоловіків також старших 18 років.
Середній дохід на одне домашнє господарство  становив 52 609 доларів США (медіана — 42 350), а середній дохід на одну сім'ю — 53 410 доларів (медіана — 46 250). Медіана доходів становила 38 874 долари для чоловіків та 26 380 доларів для жінок. За межею бідності перебувало 12,3 % осіб, у тому числі 20,4 % дітей у віці до 18 років та 4,9 % осіб у віці 65 років та старших.
Цивільне працевлаштоване населення становило 2902 особи. Основні галузі зайнятості: освіта, охорона здоров'я та соціальна допомога — 22,7 %, роздрібна торгівля — 16,1 %, мистецтво, розваги та відпочинок — 14,8 %.